# La Taleia
La Taleia és una muntanya de 1.449 metres que es troba entre els municipis de La Nou de Berguedà i de Sant Julià de Cerdanyola, a la comarca catalana del Berguedà.